# Liste des bourgmestres d'Evere
Pour un article plus général, voir Evere.
Ceci est la liste des bourgmestres d'Evere depuis la création des communes par le Directoire de la Première République française.

Auparavant, la seigneurie d'Evere faisait partie du Duché de Brabant puis du Brabant méridional et appartenait à un seigneur qui y exerçait le pouvoir temporel. Le premier seigneur connu est le baron Henri de Bautersem et le dernier le vicomte Adrien Walckiers de Tronchiennes.

## Avant 1795
Le seigneur nomme un bourgmestre, sept échevins et un greffier qui ont le rôle de rendre la justice ; le pouvoir foncier restant aux mains du maître. Le dernier bourgmestre fut Johannes Vander Elst.

## Directoire (1795-1799)
Lors de l'annexion, le 1er octobre 1795, des Pays-Bas autrichiens par la Première République française, Evere est intégrée, avec dix autres entités, à la municipalité du canton de Woluwe-Saint-Étienne. Elle est gérée par un agent municipal, secondé par un seul adjoint. Cet agent fait office de chef de la police, d'officier de l'état civil et d'exécuteur local des résolutions prises par le pouvoir municipal.
| Nom                                            | Nom                       | Nom | Dates du mandat | Dates du mandat | Parti | Notes |
| ---------------------------------------------- | ------------------------- | --- | --------------- | --------------- | ----- | ----- |
| Liste des agents municipaux sous le Directoire |                           |     |                 |                 |       |       |
|                                                | Laurent Taymans           |     | 1795            | 1798            |       |       |
|                                                | Petrus Angelus Van Millen |     | 1798            | 1799            |       |       |

## Consulat (1799-1804) et Premier Empire (1804-1815)
Le coup d'État du 18 brumaire renverse le Directoire et instaure le Consulat le 1er janvier 1800. À cette occasion, Evere devient une commune à part entière et son premier maire détenteur du pouvoir exécutif est André O'Kelly.
| Nom                                                    | Nom                        | Nom | Dates du mandat | Dates du mandat | Parti | Notes |
| ------------------------------------------------------ | -------------------------- | --- | --------------- | --------------- | ----- | --- |
| Liste des maires sous le Consulat et le Premier Empire |                            |     |                 |                 |       | |
|                                                        | Jean-Baptiste Van Der Elst |     | 1799            | 1800            |       | Nommé agent municipal |
|                                                        | André O'Kelly              |     | 1800            | 1806            |       | Bruxelles, 3 mai 1755 - Bruxelles, 27 août 1815 Fut également agent municipal, de 1796 à 1799, et maire, entre 1800 et 1808, de Saint-Josse-ten-Noode. |
|                                                        | Guillaume Ackermans        |     | 1806            | 1807            |       | |
|                                                        | François Van Nerom         |     | 1807            | 1812            |       | |
|                                                        | Auguste De Janti           |     | 1813            | 1815            |       | Bruxelles, 8 février 1784 - Saint-Josse-ten-Noode, 3 octobre 1861                                                                                      |

## Royaume des Pays-Bas (1815-1830)
| Nom                                                 | Nom                      | Nom | Dates du mandat | Dates du mandat | Parti | Notes                                               |
| --------------------------------------------------- | ------------------------ | --- | --------------- | --------------- | ----- | --------------------------------------------------- |
| Liste des bourgmestres sous le Royaume des Pays-Bas |                          |     |                 |                 |       |                                                     |
|                                                     | Auguste De Janti         |     | 1815            | 1825            |       | A poursuivi son mandat sans organisation d'élection |
|                                                     | Corneille Van Der Vinnen |     | 1825            | 1830            |       |                                                     |

## Royaume de Belgique (1830)
| Nom                                               | Nom                           | Nom | Dates du mandat  | Dates du mandat  | Parti                     | Dates de naissance et de décès, notes et mémoire |
| ------------------------------------------------- | ----------------------------- | --- | ---------------- | ---------------- | ------------------------- | --- |
| Liste des Bourgmestres depuis la révolution belge |                               |     |                  |                  |                           | |
|                                                   | François Léopold Winssinger   |     | novembre 1830    | 1831             | Unionisme                 | Saint-Ghislain, 6 avril 1795 - Bruxelles, 10 octobre 1870 Engagé dans l'armée napoléonienne, il participa aux campagnes de 1812 à 1814. Fut aussi général-major de l'armée belge et directeur d'une école de pyrotechnie |
|                                                   | Jean-Baptiste Bastiaens       |     | 1831             | 1836             | Unionisme                 | 1775 - 1836 |
|                                                   | Édouard Michel Joseph Stevens |     | 1836             | 1840             | Unionisme                 | 1803-1874 |
|                                                   | Jean-Baptiste De Koster       |     | 1840             | 1843             | Unionisme                 | 1801 - 1884 Fût aussi sacristain à l'église Saint-Vincent et maître d'école. En 1831, il devint le 1er instituteur communal d'Evere.                                                                                     |
|                                                   | Égide Develder                |     | 1843             | 1852             |                           | 1799 - 1859 |
|                                                   | Jean-Baptiste Van Nerom       |     | 1852             | 1872             |                           | 1806 - 1890 |
|                                                   | Édouard Stuckens              |     | 1872             | 1895             |                           | 1835 - 1896 Était agriculteur Mémoire : la rue Édouard Stuckens |
|                                                   | Pierre Van Obberghen          |     | 1895             | 1910             |                           | 1829 - 1910 Tenait aussi l'auberge De Croon Mémoire : la rue Pierre Van Obberghen |
|                                                   | Édouard Dekoster              |     | 1910             | 1912             |                           | 14 octobre 1842 - 10 mai 1929 Mémoire : la rue Édouard Dekoster |
|                                                   | Willem Van Leeuw              |     | 1912             | 1946             | Parti catholique puis PSC | 1867 - 1955 Mémoire : l'avenue Guillaume Van Leeuw |
|                                                   | Servaes Hoedemaekers          |     | 1947             | 1948             | PSB                       | 1881 - 1948 A aussi été conseiller provincial Mémoire : le square Servaes Hoedemaekers |
|                                                   | Franz Guillaume               |     | 1948             | 8 décembre 1963  | PSB                       | 1913 - 8 décembre 1963 A aussi été député Mémoire : l'avenue Franz Guillaume |
|                                                   | Pierre Louis Vrijdags         |     | 1964             | juillet 1970     | PSB                       | 1902 - juillet 1970 Mémoire : la promenade Pierre Louis Vrijdags |
|                                                   | François Guillaume            |     | juillet 1970     | 2 février 1998   | PS                        | né en 1936 A aussi été conseiller provincial, député et sénateur Mémoire : salle omnisports de l'avenue des Anciens Combattants                                                                                          |
|                                                   | Rudi Vervoort                 |     | 2 février 1998   | 29 novembre 2024 | PS                        | né à Berchem-Sainte-Agathe, 20 novembre 1958 Juriste de formation. Est aussi, depuis 2013, le 7e ministre-président du Gouvernement de la Région de Bruxelles-Capitale                                                   |
|                                                   | Alessandro Zappala            |     | 29 novembre 2024 | En cours         | PS                        | Né le 31 octobre 1980 à Woluwe-Saint-Lambert. Diplômé de l'Université libre de Bruxelles avec un Master en Sciences politiques.                                                                                          |